# لوتسینا وینیتسکا
لوتسینا وینیتسکا (لهستانی: Lucyna Winnicka) بازیگر اهل لهستان بود.
از فیلم‌ها یا مجموعه‌های تلویزیونی که وی در آن‌ها نقش داشته است، می‌توان به شوالیه‌های تتونیک، طریق هستی، قطار شب و قماری بالاتر از زندگی اشاره نمود.